# Sua vida me pertence
Sua Vida Me Pertence (en español: Tu Vida Me Pertenece) fue una telenovela producida por la emisora brasileña Rede Tupi en 1951, la primera telenovela producida en el mundo. Fue protagonizada por Wálter Foster y Vida Alves y antagonizada por Lia de Aguiar. Se transmitió semanalmente en vivo a las 8 p. m..

## Producción
El concepto surgió de una sugerencia del entonces director artístico de TV Tupi en São Paulo, Cassiano Gabus Mendes, quien sugirió una producción que se asemejaba al cine o dramaturgia. Wálter Forster fue el primero en hablar de "telenovela", una versión televisiva del programa de radio, que ya fue un éxito. El producto comenzó escaso, se presentó en vivo y dos veces por semana. En un principio, una producción menor, que ha ido creciendo con el tiempo, se ha convertido ahora en el producto televisivo más importante del panorama nacional. No se mostró a diario, sino dos veces por semana, los martes y jueves. Los capítulos tuvieron una duración de veinte minutos y fueron presentados en vivo. Tenía dos escenarios: uno reproduciendo una habitación y el otro, un jardín en una plaza. 
Besar era un tabú no solo para el público, sino también para los artistas. “En el pasado, no besabas en el teatro, el cine, la televisión o en el jardín de tu casa cuando tu padre se iba”, recuerda Vida Alves. Para que sucediera la escena, el autor y protagonista Walter Forster acudió personalmente a hablar con el marido de su compañera de reparto (Vida), un ingeniero italiano que no se opuso a la osadía de su esposa, tras escuchar todas las explicaciones, teniendo la garantía de que no habría ensayo y que los movimientos durante la escena serían absolutamente técnicos.

## Trama
La historia de un hombre enamorado de una chica que lo ignora. Él le dice: Te conquistaré y me amarás porque tu vida me pertenece. 

## Reparto
| Actor/Actriz     |
| ---------------- |
| Wálter Foster    |
| Vida Alves       |
| Lia de Aguiar    |
| Lima Duarte      |
| Dionísio Azevedo |

## Datos
- Fue transmitida entre 21 de diciembre de 1951 asta 8 de febrero de 1952 de forma semanal a las 8pm, tuvo 15 episodios.
- Fue la primera telenovela hecha en Brasil e por la Rede Tupi, que fue la primera cadena televisiva de América Latina.
- Se convirtió en un gran éxito en el momento de la transmisión, aunque no muchas personas no tenían acceso a un televisor en ese momento.